# 浪蕩世代
《浪蕩世代》（英語：On the Road）是一部2012年的冒險劇情電影，由華特·薩勒斯執導。本片根據傑克·凱魯亞克的1957年同名小說《路途上》改編而成。由巴西、法國、英國、墨西哥、美國和加拿大聯合出資，執行製作人有法蘭西斯·柯波拉、Patrick Batteux、傑瑞·萊德爾和泰莎·蘿絲。

## 劇情
一九四〇年，二次世界大戰後，新世代的美國年輕人，翻山越嶺跑遍全美，只為尋求浪漫自由解放的嶄新時代。
作家薩爾（山姆·萊利 飾演）遇到志同道合的狄恩（蓋瑞特·荷德倫 飾演）及狄恩年輕的前妻瑪莉露（克莉絲汀·史都華 飾演）。當車蓋下的引擎仍溫熱，而播送未完的爵土樂在空氣中肆無忌憚的吟唱，他們三個人決定將青春茫然綑成背包，無所懼怕的一起穿越美國，踏上探索自我靈魂的公路之旅，任性品嚐流浪與放縱自由的無盡想望。

## 演員
- 山姆·萊利 飾演 Sal Paradise
- 蓋瑞特·荷德倫 飾演 Dean Moriarty
- 克莉絲汀·史都華 飾演 Marylou
- 艾莉絲·布拉加 飾演 Terry
- 愛美·雅當絲 飾演 Jane
- 湯姆·史特瑞吉 飾演 Carlo Marx
- 伊麗莎白·莫斯 飾演 Galatea Dunkel
- Danny Morgan 飾演 Ed Dunkel
- 克絲汀·鄧斯特 飾演 Camille Moriarty
- 維高·摩天臣 飾演 Old Bull Lee
- 史提夫·布斯美 飾演 Tall thin salesman
- 泰伦斯·霍华德 飾演 Walter
- 吉瑟勒爾·伊迪斯（英语：Giselle Itié） 飾演 Tonia

## 外部連結
- 互联网电影数据库（IMDb）上《浪蕩世代》的资料（英文）
- AllMovie上《浪蕩世代》的资料（英文）
- 爛番茄上《浪蕩世代》的資料（英文）
- Film news and casting information （页面存档备份，存于）